# Liste de romans postmodernes
Cette sélection de littérature postmoderne romanesque, par ordre chronologique, ne saurait être ni exhaustive ni objective[Quoi ?], mais simplement indicative de tendances[Selon qui ?].
Très anglophone[pourquoi ?], elle est complétée par des listes concernant aussi d'autres langues.

## Par décennie

### Romans considérés comme précurseurs par la théorie critique
- Boccace,  Le Décaméron  (1349-1353)
- Geoffrey Chaucer, Les Contes de Canterbury (1387-1400)
- François Rabelais, Pantagruel (1532), Gargantua (1534), Le Tiers Livre (1546)
- Miguel de Cervantes, Don Quichotte (1605-1615)
- Laurence Sterne, Vie et opinions de Tristram Shandy, gentilhomme (1759-1760)
- Denis Diderot, Jacques le Fataliste et son maître (1778-1780), Le Neveu de Rameau (1773-)
- Jean Potocki, Manuscrit trouvé à Saragosse (1794-1810)
- Thomas Carlyle, Sartor Resartus (en) (1836)

### Années 1930
- At Swim-Two-Birds (1939), Flann O'Brien, traduit et publié sous le nom de Kermesse irlandaise (1964)
- Pierre Ménard, auteur du Quichotte (1939), Jorge Luis Borges

### Années 1940
- The Third Policeman (1941, publié en) by Flann O'Brien, traduit et publié en français sous le titre Le Troisième Policier (en) (1980)
- The Cannibal (1949) de John Hawkes, traduit et publié en français sous le titre de Le Cannibale (1992)

### Années 1950
- Le Rivage des Syrtes (1951) de Julien Gracq
- The Ginger Man (1955) de J. P. Donleavy, traduit et publié en français sous le titre L'Homme de gingembre (1968)
- The Recognitions (1955) de William Gaddis, traduit et publié en français sous le titre Les Reconnaissances (1973)
- The Comforters (1957) de Muriel Spark, traduit et publié en français sous le titre Les Consolateurs (1997)
- Naked Lunch (1959) de William Burroughs, traduit et publié en français sous le titre Le Festin nu (1964)

### Années 1960
- The Sot-Weed Factor (1960) de John Barth, traduit et publié en français sous le titre Le courtier en tabac (2002)
- Catch-22 (1961) de Joseph Heller, traduit et publié en français sous le titre Catch 22 (1964)
- The Lime Twig (en) (1961) de John Hawkes, non traduit (?)
- Mother Night (1962) de Kurt Vonnegut, traduit et publié en français sous le titre Nuit mère (2016)
- A Clockwork Orange (1962) de Anthony Burgess, traduit et publié en français sous le titre L'Orange mécanique (1964)
- Pale Fire (1962) de Vladimir Nabokov, traduit et publié en français sous le titre Feu pâle (1965)
- The Man in the High Castle (1962) de Philip K. Dick, traduit et publié en français sous le titre Le Maître du Haut Château (1970)
- V. (1963) de Thomas Pynchon, traduit et publié en français sous le titre V. (1985)
- Cat's Cradle (1963) de Kurt Vonnegut, traduit et publié en français sous le titre Le Berceau du chat (1972)
- Rayuela (1963) de Julio Cortázar, traduit et publié en français sous le titre Marelle (1966)
- Niembsch oder Der Stillstand (1964) de Peter Härtling, traduit en français et publié sous le titre Niembsch ou l'Immobilité (1967)
- Albert Angelo (en) (1964) de Bryan Stanley Johnson, non traduit (?)
- Wide Sargasso Sea (1966) de Jean Rhys, traduit et publié en français sous le titre La Prisonnière des Sargasses (1971)
- The Crying of Lot 49 (1966) de Thomas Pynchon, traduit et publié en français sous le titre Vente à la criée du lot 49 (2000)
- L'Enfant-bouc (1966) de John Barth (Giles Goat-Boy)
- Cent ans de solitude (1967) de Gabriel García Márquez
- Lost in the Funhouse (1968) de John Barth, traduit et publié en français sous le titre Perdu dans le labyrinthe (1972, nouvelles)
- Do Androids Dream of Electric Sheep? (1968) de Philip K. Dick, traduit et publié en français sous le titre Les androïdes rêvent-ils de moutons électriques ? (1976)
- The Left Hand of Darkness (1969) de Ursula K. Le Guin, traduit et publié en français sous le titre La Main gauche de la nuit (1971)
- Slaughterhouse-Five (1969) de Kurt Vonnegut, traduit et publié en français sous le titre Abattoir 5 ou la Croisade des enfants (1971)
- Yellow Back Radio Broke-Down (en) (1969) de Ishmael Reed, non traduit (?)
- The French Lieutenant's Woman (1969) de John Fowles, traduit et publié en français sous le titre Sarah et le Lieutenant français (1972)

### Années 1970
- Ada or Ardor: A Family Chronicle (1969) de Vladimir Nabokov, traduit et publié en français sous le titre Ada ou l'Ardeur
- Moscow-Petushki (1970) de Venedikt Erofeïev, traduit et publié en français sous le titre Moscou-sur-Vodka (1976)
- Le Roi des Aulnes (1970) de Michel Tournier
- The Atrocity Exhibition (1970) de J. G. Ballard, traduit et publié en français sous le titre La Foire aux atrocités (1976)
- The Obscene Bird of Night (1970) de José Donoso, traduit et publié en français sous le titre L'Obscène Oiseau de la nuit (1972)
- Another Roadside Attraction (1971) de Tom Robbins, traduit et publié en français sous le titre Une bien étrange attraction (?, 2010)
- Double or Nothing (1971) de Raymond Federman, traduit et publié en français sous le titre Quitte ou double (?)
- Fear and Loathing in Las Vegas (1971) de Hunter S. Thompson, traduit et publié en français sous le titre Las Vegas Parano (?)
- The Monster at the End of This Book (1971) de Jon Stone, traduit et publié en français sous le titre Le Monstre à la fin de ce livre (avec des adaptations télévisuelles)
- Le città invisibili (1972) de Italo Calvino, traduit et publié en français sous le titre Les Villes invisibles
- Mumbo Jumbo (1972) de Ishmael Reed, traduit et publié en français sous le titre Mumbo Jumbo (1975)
- Chimera (1972) de John Barth, traduit et publié en français sous le titre Chimère (1998)
- Crash (1973) de J. G. Ballard, traduit et publié en français sous le titre Crash ! (?)
- Breakfast of Champions (1973) de Kurt Vonnegut, traduit et publié en français sous le titre Le Breakfast du champion (1974) puis sous le titre Le Breakfast du champion (2014)
- Gravity's Rainbow (1973) de Thomas Pynchon, traduit et publié en français sous le titre L'Arc-en-ciel de la gravité (?)
- The Magus (1973) de John Fowles, traduit et publié en français sous le titre Le Mage (?, 1995)
- Alphabetical Africa (1974) de Walter Abish, traduit et publié en français sous le titre Alphabetical Africa (?)
- The Last Days of Louisiana Red (1974) de Ishmael Reed, traduit et publié en français sous le titre Les Derniers Jours de Louisiana Red (?)
- J R (1975) de William Gaddis, traduit et publié en français sous le titre JR (1992)
- The Illuminatus! Trilogy (1975) de Robert Shea and Robert Anton Wilson, traduit et publié en français sous le titre Illuminatus ! (?)
- The Dead Father (1975) de Donald Barthelme, traduit et publié en français sous le titre Le Père mort (2012)
- Dhalgren (1975) de Samuel R. Delany, traduit et publié en français sous le titre Dhalgren (?)
- Options (1975) de Robert Sheckley, traduit et publié en français sous le titre Options (1979)
- The Alteration (1976) de Kingsley Amis, traduit et publié en français sous le titre L'Altération (?)
- Even Cowgirls Get the Blues (1976) de Tom Robbins, traduit et publié en français sous le titre Même les cow-girls ont du vague à l'âme (1978)
- Almost Transparent Blue (1976) de Ryū Murakami, traduit et publié en français sous le titre Bleu presque transparent (1978)
- Ratner's Star (1976) de Don DeLillo, traduit et publié en français sous le titre L'Étoile de Ratner (1996)
- Ceremony (1977) de Leslie Marmon Silko, traduit et publié en français sous le titre La Cérémonie (1992)
- Monkey Grip (1977) de Helen Garner (en), traduit et publié en français sous le titre Poignée de inge (?)
- A Scanner Darkly (1977) de Philip K. Dick, traduit et publié en français sous le titre Substance Mort (1978)
- The Public Burning (1977), de Robert Coover, traduit et publié en français sous le titre Le Bûcher de Times Square (1980)
- La Vie mode d'emploi (1978) de Georges Perec
- It's Me, Eddie (1979) de Édouard Limonov, traduit et publié en français sous le titre Le poète russe préfère les grands nègres (1980)
- The Twyborn Affair (1979) de Patrick White, traduit et publié en français sous le titre Les Incarnations d'Eddie Twyborn (1983)
- Se una notte d'inverno un viaggiatore (1979) de Italo Calvino, traduit et publié en français sous le titre Si par une nuit d'hiver un voyageur (1981)
- Mulligan Stew (1979) de Gilbert Sorrentino, traduit et publié en français sous le titre Salmigondis (2007)

### Années 1980
- How German Is It (1980) de Walter Abish, traduit en français et publié sous le titre de Allemand, dites-vous ? (1992)
- Koinrokkā Beibīzu (1980) de Ryū Murakami, traduit en français et publié sous le titre de Les Bébés de la consigne automatique (1996)
- La Trilogie Nikopol (1980–1993) de Enki Bilal
- Kindred (1979) de Octavia E. Butler, traduit en français et publié sous le titre de Liens de sang (2000)
- Housekeeping (1980) de Marilynne Robinson, traduit en français et publié sous le titre de La Maison de Noé (1983)
- Still Life with Woodpecker (1980) de Tom Robbins, traduit en français et publié sous le titre de Mickey le Rouge (1981)
- VALIS (1981) de Philip K. Dick, traduit en français et publié sous le titre de SIVA (?)
- Sixty Stories (1981) de Donald Barthelme, traduit en français et publié sous divers regroupements
- Lanark: A Life in Four Books (1981) de Alasdair Gray, traduit en français et publié sous le titre de Lanark (1981 ?)
- The Transmigration of Timothy Archer (1982) by Philip K. Dick, traduit en français et publié sous le titre de La Transmigration de Timothy Archer (1992)
- Mantissa (1982) de John Fowles, traduit en français et publié sous le titre de Mantissa (?)
- 'Waterland (1983) de Graham Swift, traduit en français et publié sous le titre de Le Pays des eaux (1985)
- The Norm (1983) de Vladimir Sorokine, traduit en français et publié sous le titre de La Norme (?)
- Brilliant Creatures (1983) de Clive James, traduit en français et publié sous le titre de Créatures brillantes (?)
- Il nome della rosa (1983) de Umberto Eco, traduit en français et publié sous le titre de Le Nom de la rose (1982)
- Miss Peabody's Inheritance (1983) de Elisabeth Jolley, traduit en français et publié sous le titre de L'héritage de Miss Peabody (1988)
- Nights at the Circus (1984) de Angela Carter, traduit en français et publié sous le titre de Des nuits au cirque (1988)
- Jitterbug Perfume (1984) de Tom Robbins, traduit en français et publié sous le titre de Un parfum de Jitterburg (2011)
- Blood and Guts in High School (1984) de Kathy Acker, traduit en français et publié sous le titre de Sang et stupre au lycée (2005)
- Hazarski rečnik (1984) de Milorad Pavić, traduit en français et publié sous le titre de Le Dictionnaire khazar (1988)
- Democracy (1984) de Joan Didion, traduit en français et publié sous le titre de Démocratie (1986)
- Tridtsataia liubov' Mariny (1984) de Vladimir Sorokine, traduit en français et publié sous le titre de Le Trentième Amour de Marina (1987)
- Foxybaby (1985) de Elisabeth Jolley, traduit en français et publié sous le titre de Renardeau (?)
- Das Parfum, die Geschichte eines Mörders (1985) de Patrick Süskind, traduit en français et publié sous le titre de Le Parfum (1986)
- Oranges Are Not the Only Fruit (1985) de Jeanette Winterson, traduit en français et publié sous le titre de Les oranges ne sont pas les seuls fruits (1991)
- L'Amour, la fantasia (1985) de Assia Djebar
- Less Than Zero (1985) de Bret Easton Ellis, traduit en français et publié sous le titre de Moins que zéro (1986)
- The New York Trilogy (1985–86) de Paul Auster, traduit en français et publié sous le titre de Trilogie new-yorkaise (1991)
- White Noise (1985) de Don DeLillo, traduit en français et publié sous le titre de Bruit de fond (1986)
- A Maggot (1985) de John Fowles, traduit en français et publié sous le titre de La Créature (1987)
- Hard-Boiled Wonderland and the End of the World (1985) de Haruki Murakami, traduit en français et publié sous le titre de La Fin des temps (1992)
- Бесконечный тупик (L'Impasse infinie) (ru) de Dmitri Galkovski, réputé intraduisible (1985–1988)
- Watchmen (1986–87) de Alan Moore et Dave Gibbons, traduit en français et publié sous le titre de Watchmen (Les Gardiens, 1992)
- The Well (1986) de Elisabeth Jolley, traduit en français et publié sous le titre de Le Puits (?)
- Memoirs of Many in One (1986) de Patrick White, traduit en français et publié sous le titre de Mémoires éclatés d'Alex Xenophon Demirjian Gray (1988)
- Kisses of the Enemy (1987) de Rodney Hall, traduit en français et publié sous le titre de Bisous de l'ennemi (?)
- Moon Tiger (1987) de Penelope Lively, traduit en français et publié sous le titre de Serpent de lune (1989)
- Women and Men (1987) de Joseph McElroy, traduit en français et publié sous le titre de Femmes et hommes (?)
- Beloved (1987) de Toni Morrison, traduit en français et publié sous le titre de Beloved (1989)
- The Mezzanine (1988) de Nicholson Baker, traduit en français et publié sous le titre de La Mezzanine (1990)
- Il pendolo di Foucault (1988) de Umberto Eco, traduit en français et publié sous le titre de Le Pendule de Foucault (1990)
- Braschi's Empire of Dreams (1988) de Giannina Braschi, traduit en français et publié sous le titre de L'Empire des rêves (?)
- Wittgenstein's Mistress (1988) de David Markson, traduit en français et publié sous le titre de La Maîtresse de Wittgenstein (1991)
- Tracks (1988) de Louise Erdrich, traduit en français et publié sous le titre de La Forêt suspendue (1990)
- London Fields (1989) de Martin Amis, traduit en français et publié sous le titre de London Fields (1992)

### Années 1990
- Le Livre noir (1990) de Orhan Pamuk, traduit en français et publié sous le titre de Le Livre noir (1994)
- Haroun and the Sea of Stories (1990) de Salman Rushdie, traduit en français et publié sous le titre de Haroun et la mer des Histoires (1991)
- My Cousin, My Gastroenterologist (1990) de Mark Leyner, traduit en français et publié sous le titre de Mon cousin le gastro-entérologue (?)
- Almanac of the Dead (1991) de Leslie Marmon Silko, traduit en français et publié sous le titre de Almanach du mort (?)
- Omon Ra (1991) de Victor Pelevine, traduit en français et publié sous le titre de Omon Ra (1995)
- The Gold Bug Variations (1991) de Richard Powers, traduit en français et publié sous le titre de Les Variations Gold Burg (?)
- American Psycho (1991) de Bret Easton Ellis, traduit en français et publié sous le titre de American Psycho (2002)
- What a Carve Up! (1991) de Jonathan Coe, traduit en français et publié sous le titre de Testament à l'anglaise (1995)
- Generation X: Tales for an Accelerated Culture (1991) de Douglas Coupland, traduit en français et publié sous le titre de Génération X (1993)
- Snow Crash (1992) de Neal Stephenson, traduit en français et publié sous le titre de Le Samouraï virtuel (1996)
- Vurt (1993) de Jeff Noon, traduit en français et publié sous le titre de Vurt (2006)
- A Frolic of His Own (1994) de William Gaddis, traduit en français et publié sous le titre de Le Dernier Acte (1999)
- Astronautilía Hvězdoplavba (1995) de Jan Křesadlo
- Galatea 2.2 (1995) de Richard Powers, traduit en français et publié sous le titre de Galatea 2.2 (?)
- Morbus Kitahara (1995) de Christoph Ransmayr, traduit en français et publié sous le titre de Morbus Kitahara (ou Le Roi Chien, ?)
- Reservation Blues (1995) de Sherman Alexie, traduit en français et publié sous le titre de Indian blues (1997)
- Nejimaki-dori kuronikuru (1995) de Haruki Murakami, traduit en français et publié sous le titre de Chroniques de l'oiseau à ressort (2001)
- The Lost Scrapbook (1995) de Evan Dara (en), traduit en français et publié sous le titre de L'Album perdu (?)
- The Tunnel (1995) de William H. Gass, traduit en français et publié sous le titre de Le Tunnel
- Die Ringe des Saturn: Eine englische Wallfahrt (1995) de W. G. Sebald, traduit en français et publié sous le titre de Les Anneaux de Saturne (1999)
- The First Death (1996) de Dimitris Lyacos, traduit en français et publié sous le titre de La Première Mort
- Chapayev and Void (1996) de Victor Pelevine, traduit en français et publié sous le titre de La Mitrailleuse d'argile
- Infinite Jest (1996) de David Foster Wallace, traduit en français et publié sous le titre de L'Infinie Comédie (2015)
- Wozzeck (1997) de Yuri Izdryk, traduit en français et publié sous le titre de Wozzeck (à venir ?)
- Mason & Dixon (1997) de Thomas Pynchon, traduit en français et publié sous le titre de Mason & Dixon (2014)
- Underworld (1997) de Don DeLillo, traduit en français et publié sous le titre de Outremonde (1999)
- In the Miso Soup (1997) de Ryū Murakami, traduit en français et publié sous le titre de Miso Soup (1999)
- Transmetropolitan (1997-2002) de Warren Ellis et Darick Robertson, traduit en français et publié sous le titre de Transmetropolitan (comics)
- Yo-Yo Boing! (1998) de Giannina Braschi, traduit en français et publié sous le titre de Yo-Yo Boing! (?)
- Glamorama (1998) de Bret Easton Ellis, traduit en français et publié sous le titre de Glamorama (2000)
- Zero Degree (1998) de Charu Nivedita (en), traduit en français et publié sous le titre de Zéro degré (à venir ?)
- Koolaids: The Art of War (1998) de Rabih Alameddine, traduit en français et publié sous le titre de Koolaids : l'art de la guerre (à venir)
- Mon nom est Rouge (1998) de Orhan Pamuk, traduit en français et publié sous le titre de Mon nom est Rouge (2001)
- Generation "П" (1999) de Victor Pelevine, traduit en français et publié sous le titre de Homo zapiens (Génération P) (2001)
- Goluboe Salo (1999) de Vladimir Sorokine, traduit en français et publié sous le titre de Bleu Salo (à venir ?)
- Q (1999) de Luther Blissett, traduit en français et publié sous le titre de L'Œil de Carafa (2001)
- Homeless Brooklyn (1999) de Jonathan Lethem, traduit en français et publié sous le titre de Orphelins de Brooklyn (?)
- Sputnik Sweetheart (1999) de Haruki Murakami, traduit en français et publié sous le titre de Les Amants du Spoutnik (2003)

### Années 2000
- White Teeth (2000) de Zadie Smith, traduit en français et publié sous le titre de Sourires de loup (2001)
- Europeana. Stručné dějiny dvacátého věku (2001) de Patrik Ouředník, traduit en français et publié sous le titre de Europeana. Une brève histoire du XXe siècle (2004)
- Morgon og kveld (2000) de Jon Fosse, traduit en français et publié sous le titre de Matin et soir (à venir)
- An Invisible Sign of My Own: A Novel (2000) de Aimee Bender, traduit en français et publié sous le titre de L'Ombre de moi-même (2001)
- House of Leaves (2000) de Mark Z. Danielewski, traduit en français et publié sous le titre de La Maison des feuilles (2002)
- The Blind Assassin (2001) de Margaret Atwood, traduit en français et publié sous le titre de Le Tueur aveugle (en) (2000)
- Austerlitz (2001) de W. G. Sebald, traduit en français et publié sous le titre de Austerlitz (2002)
- Everything Is Illuminated (2002) de Jonathan Safran Foer, traduit en français et publié sous le titre de Tout est illuminé (2003)
- You Shall Know Our Velocity (2002) de Dave Eggers, traduit en français et publié sous le titre de Sauve qui peut (2003)
- Kafka on the Shore (2002) de Haruki Murakami, traduit en français et publié sous le titre de Kafka sur le rivage (2006)
- 2666 (2004) de Roberto Bolaño, traduit en français et publié sous le titre de 2666 (2008)
- After Dark (2004) de Haruki Murakami, traduit en français et publié sous le titre de Le Passage de la nuit (2007)
- Depeche Mode (2004) de Serhiy Jadan, traduit en français et publié sous le titre de Dépêche Mode (à venir)
- On Beauty (2005) de Zadie Smith, traduit en français et publié sous le titre de De la beauté (2009)
- Lunar Park (2005) de Bret Easton Ellis, traduit en français et publié sous le titre de Lunar Park (2006)
- Against the Day (2005) de Thomas Pynchon, traduit en français et publié sous le titre de Contre-jour (2008)
- Never Let Me Go (2005) de Kazuo Ishiguro, traduit en français et publié sous le titre de Auprès de moi toujours (2006)
- Lullabies for Little Criminals (2006) de Heather O'Neill, traduit en français et publié sous le titre de La Ballade de Baby (2008)
- What Is the What (2006) de Dave Eggers, traduit en français et publié sous le titre de Le Grand Quoi (2009)
- The Last Novel (2007) de David Markson, traduit en français et publié sous le titre de Le dernier roman (à venir)
- The Easy Chain (2008) de Evan Dara, traduit en français et publié sous le titre de La Chaîne facile (à venir)
- The City & the City (2009) de China Miéville, traduit en français et publié sous le titre de The City and the City (2011)
- Generation A (2009) de Douglas Coupland, traduit en français et publié sous le titre de Génération A (2013)
- Inherent Vice (2009) de Thomas Pynchon, traduit en français et publié sous le titre de Vice caché (2010)
- Z213 : Exit (2009) de Dimitris Lyacos, traduit en français et publié sous le titre de Z213 : Exit (2017)
- 1Q84 (2009–2010) de Haruki Murakami, traduit en français et publié sous le titre de 1Q84 (2011-2012)

### Années 2010
- Witz (2010) de Joshua Cohen, traduit en français et publié sous le titre de Witz (à venir)
- There But For The (2011) de Ali Smith, traduit en français et publié sous le titre de Le fait est (2014)
- United States of Banana (2011) de Giannina Braschi, traduit en français et publié sous le titre de United States of Banana (à venir)
- 3.3.3.9 Fragments of Earthly/Naked Souls (2011) de Đặng Thân (en), traduit en français et publié sous le titre de Âmes nues (à venir)
- Home (2012) de Toni Morrison, traduit en français et publié sous le titre de Home (Morrison) (?)
- Bleeding Edge (2013) de Thomas Pynchon, traduit en français et publié sous le titre de Fonds perdus (2014)
- Taipei (2013) de Tao Lin, traduit en français et publié sous le titre de Taipei (2014)
- A Brief History of Seven Killings (2014) de Marlon James, traduit en français et publié sous le titre de Brève histoire de sept meurtres (2016)
- With the People from the Bridge (2014) de Dimitris Lyacos, traduit en français et publié sous le titre de Avec les gens du pont (2019)
- Lincoln in the Bardo (2017) de George Saunders, traduit en français et publié sous le titre de Lincoln au Bardo (2019)

## Par langue
Une partie des ouvrages romanesques des auteurs cités semble correspondre à une partie des caractéristiques du postmodernisme.
- Dadaïsme, Surréalisme

### Allemand
- Arno Schmidt (1914-1979), Leviathan (1949, trilogie), Paysage marin avec Pocahontas (1953), Sitara und der Weg dorthin (1963), Zettel’s Traum (1970)
- Hans Magnus Enzensberger (1929-), Le Bref Été de l'anarchie (1972), Hammertstein ou l'intransigeance : une histoire allemande (2008)
- Günter Grass (1927-2015), Le Tambour (1959), Le Turbot (1977), La Ratte (1985)
- Thomas Bernhard (1931-1989)  Autriche, Perturbation (1967), Béton (1982), Maîtres anciens (1985)
- Uwe Johnson (1934-1984), Conjectures sur Jacob (Mutmassungen über Jakob, 1959)
- Peter Härtling (1938-2017), Niembsch ou l'Immobilité (1964)
- W. G. Sebald (1944-2001), Les Anneaux de Saturne (1995)
- Botho Strauss (1944-), surtout dramaturge
- Elfriede Jelinek (1946-)  Autriche, Les Amantes (1975), Les Exclus (1981), Lust (1989), Enfants des morts (1995), Avidité (2000), Neid (2007)
- Christoph Ransmayr (1954-)  Autriche, Les Effrois de la glace et des ténèbres (1984), Le Dernier des mondes (1988), Morbus Kitahara (1995), Celui qui naîtra ou Les Étendues célestes d'Anselm Kiefer (2002), La Montagne volante (2006)
- Patrick Süskind (1949-), Le Parfum (1985), Le Pigeon (1987)
- Christian Kracht (1966-)  Suisse, Imperium (2012), Les Morts (2016)

### Anglais

#### AngleterreRoyaume-Uni
- Thomas Carlyle (1795-1881), Sartor Resartus (en) (1836)
- Lewis Carroll (1832-1898), Les Aventures d'Alice au pays des merveilles (1865)
- E. M. Forster (1879-1970), Avec vue sur l'Arno (1908), Howards End (1910)
- Virginia Woolf (1882-1941), Les Vagues (1931), Orlando (1928)
- Jean Rhys (1890-1979), La Prisonnière des Sargasses (1966)
- John Rayner Heppenstall (en) (1911-1981), The Connecting Door (1962)
- Anthony Burgess (1917-1993), L'Orange mécanique (1962)
- Muriel Spark (1918-2006), The Comforters (1957), The Prime of Miss Jean Brodie (1961, Les Belles Années de Mlle Brodie (1992))
- Richard Adams (1920-2016), Les Garennes de Watership Down
- Kingsley Amis (1922-1995), Les Vieux diables (1986)
- Brian Aldiss (1925-2017), Report on Probability A (en) (1962)
- John Fowles (1926-2005), Le Mage (1965), Sarah et le Lieutenant français (1969)
- John Berger (1926-2017), G (1972)
- J. G. Ballard (1930-2009) La Foire aux atrocités, Crash !, L'Île de béton, I.G.H.
- Bryan Stanley Johnson (1933-1973)
- Penelope Lively (1939-), The Ghost of Thomas Kempe (Le Fantôme de Thomas Kempe) (1973), Moon Tiger (Tigre de Lune) (1987)
- Angela Carter (1940-1992), Le Théâtre des perceptions (1968), Des nuits au cirque (1984)
- Gabriel Josipovici (1940-), Contre-jour : Triptyque d'après Pierre Bonnard (1984), Dans le jardin d'un hôtel (1993), Infini - L'histoire d'un moment (2012)
- Salman Rushdie (1947-), Les Versets sataniques (1988), Le Dernier Soupir du Maure (1995), La Maison Golden (2017), Quichotte (2019)
- Graham Swift (1949-), Le Pays des eaux (1983)
- Dave Gibbons (1949-), Watchmen (1986-1987)
- Martin Amis (1949-), Other People : A Mystery Story (1981), Money (1984), London Fields (1989)
- Alan Moore (1953-), La Ligue des gentlemen extraordinaires (1999-2003), La Voix du feu (1996), Promethea (1998-2005), Jérusalem (2017)
- Jeff Noon (1957-), Vurt (2006)
- Jeanette Winterson (1959-), Les oranges ne sont pas les seuls fruits (1985), The Passion (1987), Sexing the Cherry (1989), Lighthousekeeping (2004), The Stone Gods (2007)
- Jonathan Coe (1961-), La Maison du sommeil (1997), La Pluie, avant qu'elle tombe (2007), Expo 58 (2013)
- Warren Ellis (1968-), Transmetropolitan (1997-2002)
- China Miéville (1972-), Le Roi des rats (2006), Le Concile de fer (2008)
- Zadie Smith (1975-), Sourires de loup (2000), Ceux du Nord-Ouest (2012), Swing Time (2016)

#### Australie
- Patrick White (1912-1990), L'Arbre de l'homme (The Tree of Man) (1955), Les Incarnations d'Eddie Twyborn (1979)
- Rodney Hall (1935-), In Memorian (Just Relations, 1982), L'Épouse (The Grisly Wife, 1994)
- Clive James (1939-), Brrm! Brrm! (1991)
- Helen Garner (en) (1942-), The Spare Room (2008)

#### Canada
- Margaret Atwood (1939-), La Servante écarlate (1985), Les Testaments (2019), Le Dernier Homme (2003)
- Douglas Coupland (1961-), Génération X (1991), Microserfs (1995), JPod (2006)
- Heather O'Neill (1973-), La Ballade de Baby (2006)
- Sylwia D. Chrostowska (1980 ?), Permission (2013), The Eyelid (2020)

#### Écosse
- Alexander Trocchi (1925-1984), Young Adam (1954), Le Livre de Caïn (1961)
- Alasdair Gray (1934-), Lanark (1981), Poor Things (1992)
- Ali Smith (1962-), La Loi de l’accident  (2005), Automne (2019)

#### États-Unis
- John Dos Passos (1896-1970), Manhattan Transfer (1925), U.S.A. (trilogie) (Le 42e Parallèle (1930), 1919 (1932) et La Grosse Galette (titre original : The Big Money) (1936))
- William Faulkner (1897-1962)
- Vladimir Nabokov (1899-1977), Feu pâle (1961), Ada ou l'Ardeur (1969) (Russe devenu américain)
- Ayn Rand (1905-1982), La Source vive (1935)
- William S. Burroughs (1914-1997), Le Festin nu, La Machine molle, Le Ticket qui explosa, Nova express, Les Garçons sauvages
- Jack Kerouac (1922-1969), Sur la route (1957)
- Kurt Vonnegut (1922-2007), Le Berceau du chat (1963), Abattoir 5 ou la Croisade des enfants (1969)
- William Gaddis (1922-1998), Les Reconnaissances (1955), JR (1955), Gothique Charpentier (1985), Le Dernier Acte (1994), Agonie d'agapè (2002)
- Joseph Heller (1923-1999), Catch 22 (1961), Panique (1979), Franc comme l'or (1981), Dieu sait (1984), On ferme (1994)
- Norman Mailer (1923-2007), Les Nus et les Morts (1948), Le Parc aux cerfs (1955)
- William H. Gass (1924-2017), La Chance d'Omensetter (1966), Le Tunnel (1995), Le Musée de l'inhumanité (2013)
- John Hawkes (1925-1998), Aventures dans le commerce des peaux en Alaska (1986), Autobiographie d'un cheval (1997)
- J. P. Donleavy (1926-2017), L'Homme de gingembre (1955)
- Robert Ludlum (1927-2001), La Mémoire dans la peau, Le Cercle bleu des Matarèse, L'Héritage Scarlatti
- David Markson (1927-2010), La maîtresse de Wittgenstein
- Philip K. Dick (1928-1982)
- Robert Sheckley (1928-2005), La Septième Victime, Le Temps meurtrier
- Raymond Federman (1928-2009, également francophone), La voix dans le débarras
- Ursula K. Le Guin (1929-2018), Terremer, Les Dépossédés, Lavinia
- Gilbert Sorrentino (1929-2006), Le Ciel change (1966), Steelwork (1970), Salmigondis (1979), Aberration de la lumière (1980), L'Envol de la lune (2004)
- John Barth (1930-), L'Opera Flottant (1956), Le Courtier en tabac (1960), Perdu dans le labyrinthe (1968), La Croisière du Pokey (1982)
- Joseph McElroy (1930-), A Smuggler's Bible (1966), Hind's Kidnap: A Pastoral on Familiar Airs (1969)
- E. L. Doctorow (1931-2015), Ragtime, Billy Bathgate, L'Exposition universelle, La Marche
- Toni Morrison (1931-2019), Sula, Le Chant de Salomon, Beloved
- Jon Stone (1931-1997), The Monster at the End of This Book, Starring Lovable, Furry Old Grover, Sesame Street
- Walter Abish (1931-), Allemand, dites-vous ?, Les esprits se rencontrent, Eclipse fever
- Donald Barthelme (1931-1989), Pratiques innommables, Voltiges
- Robert Coover (1932-), Le Bûcher de Times Square (1977), Pinocchio à Venise (1991), La femme de John (1996), Noir (2010)
- Tom Robbins (1932-), Même les cow-girls ont du vague à l'âme (1976), Un parfum de Jitterbug (1984), Jambes fluettes, etc (1990)
- Robert Anton Wilson (1932-2007), Illuminatus ! (1975), Ishtar Rising (1989)
- Jerzy Kosinski (1933-1991), L'Oiseau bariolé (1965), La Présence (1971), le jeu de la passion (1982)
- Joan Didion (1934-), Démocratie (1984), Maria avec et sans rien, Une saison de nuits (1963)
- Richard Brautigan (1935-1984), La Pêche à la truite en Amérique, Sucre de pastèque
- Ken Kesey (1935-2001), Vol au-dessus d'un nid de coucou (1962), Et quelquefois j'ai comme une grande idée (1963), Sailor Song (1993)
- Don DeLillo (1936-), Bruit de fond (1985), Libra (1988), Mao II (1991), Outremonde (1997)
- Thomas Pynchon (1937-), V. (1963), Vente à la criée du lot 49 (1966), L'Arc-en-ciel de la gravité (1973), Fonds perdus (2013)
- Hunter S. Thompson (1937-2005), Hell's Angels (1966), Las Vegas Parano (1971), La Grande Chasse au requin (1979), Gonzo highway (1997)
- Ishmael Reed (1938-), Mumbo Jumbo (1972)
- Samuel R. Delany (1942-), Babel 17, L'Intersection Einstein, Nova, Les Contes de Neverÿon
- Marilynne Robinson (1943-), La maison de Noé (1980), Gilead (2004), Chez nous (2008), Lila (2014)
- Tim O'Brien (1946-), À propos de courage (1990)
- Kathy Acker (1947-1997), Great Expectations (1983), Sang et stupre au lycée (1984), Don Quixote (1986)
- Paul Auster (1947-), Moon Palace (1989), Trilogie new-yorkaise (1985-1986), Léviathan (1992), 4 3 2 1 (2017)
- Octavia Estelle Butler (1947-2006), La Parabole des talents (1998)
- Leslie Marmon Silko (1948-), Cérémonie (en) (1977)
- Amy Tan (1952-), Le Club de la chance (1989), The Kitchen God's Wife (1991)
- Giannina Braschi (1953-), L'Empire des rêves (1988), Yo-Yo Boing! (1998), United States of Banana (2011)
- Louise Erdrich (1954-), Dernier rapport sur les miracles à Little No Horse (1999), La Malédiction des colombes (2008)
- Sandra Cisneros (1954-), The House on Mango street (1984), Caramelo (2004)
- Mark Leyner (1956-), Mégalomachine (1992), Exécution !(1998)
- Nicholson Baker (1957-), The Mezzanine (1988)
- Richard Powers (1957-), Trois fermiers s'en vont au bal (1985), Le Temps où nous chantions (2003), La Chambre aux échos (2006), Générosité : Un perfectionnement (2009), L'Arbre-monde (2018)
- George Saunders (1958-), Lincoln au Bardo (2019)
- Neal Stephenson (1959-), Le Samouraï virtuel (1992), L'Âge de diamant (1995), Cryptonomicon (1999), Quicksilver (2003), Anatèm (2008), The Mongoliad (2010)
- Neil Gaiman (1960-)
- David Foster Wallace (1962-2008), L'Infinie Comédie (1996), Le Roi pâle (2011)
- Chuck Palahniuk (1962-), Fight Club (1996), Choke (2001), Berceuse (2002)
- Michael Chabon (1963-), Les Extraordinaires Aventures de Kavalier et Clay (2001)
- Jonathan Lethem (1964-), Jardins de la dissidence (2013)
- Bret Easton Ellis (1964-), Moins que zéro (1985), American Psycho (1991)
- Sherman Alexie (1966-), Indian Killer (1996)
- Mark Z. Danielewski (1966-), La Maison des feuilles (2000), O révolutions (2006)
- Junot Díaz (1968-), La Brève et Merveilleuse Vie d'Oscar Wao (2007)
- Aimee Bender (1969-), La Singulière Tristesse du gâteau au citron (2010)
- Dave Eggers (1970-), Le Grand Quoi (2006)
- Evan Dara (en) (? 1970-), The Lost Scrapbook (1995), The Easy Chain (2008), Flee (2013), Provisional Biography of Mose Eakin (2018)
- Darick Robertson (? 1970-),
- Nicole Krauss (1974-), L'Histoire de l'amour (2005), La Grande Maison (2010), Forêt obscure (2017)
- Salvador Plascencia (1976-)
- Jonathan Safran Foer (1977-), Tout est illuminé (2002), Extrêmement fort et incroyablement près (2005), Me voici (2016)
- Joshua Cohen (1980-), Le Paradis des autres (2008), Book of Numbers (2015), David King s’occupe de tout (2019)
- Tao Lin (1983-), Richard Yates (2010)
- Valeria Luiselli (1983-), Lost Children Archive (2019)
- Carmen Maria Machado (1986-)

#### Inde
- Bharati Mukherjee (1940-2017), Jasmine (1989), The Holder of the World (1993), Leave It to Me (1997)
- Vikram Seth (1952-), Un garçon convenable (1993)
- Charu Nivedita (en) (1953-), Zero Degree (en) (1998)
- R. Raj Rao (en) (1955-), The Boyfriend (2003)
- Amitav Ghosh (1956-), Les Feux du Bengale (1986), Le Chromosome de Calcutta (1995), Le Palais des miroirs (2000)

#### Irlande
- James Joyce (1882-1941)
- Flann O'Brien (1911-1966), Kermesse irlandaise (1939), Une vie de chien (1962), L'Archiviste de Dublin (1964), Le Troisième Policier (1968)
- Colum McCann (1965-), Apeirogon (2020)

#### Jamaïque
- Marlon James (1970-), The Book of Night Women (2009), Brève histoire de sept meurtres (2014)

### Arabe
- Rabih Alameddine (1959-), Les Vies de papier (2014)
- Salim Barakat (1951-), Les Grottes de Haydrahodahus (2004)

### Bulgare
- Yordan Raditchkov (1929-2004), Le simulacre (1968)
- Guéorgui Gospodínov (1968-), Physique de la mélancolie (2011)

### Catalan
- Jaume Cabré (1947-), L'Ombre de l'eunuque (1996), Les Voix du Pamano  (2004), Confiteor (2011)

### Chinois
- Zhang Guixing, Chang Kueu-hsing (en) (1956-), La Traversée des sangliers (2018)  (ISBN 978-2-80971573-6)
- Yilin Zhong (en) (1960- ?)
- Xu Kun (en) (1965-)
- Luo Yijun (en) (1967-)
- Qiu Miaojin (1969-1995), Notes d'un crocodile (1994)

### Croate
- Dubravka Ugrešić (1949-), Baba Yaga a pondu un œuf (2007)

### Danois
- Peter Høeg (1957-), Smilla et l'amour de la neige
- Niviaq Korneliussen (1990-), Homo Sapienne (2014)

### Espagnol
- Miguel de Unamuno (1864-1936)  Espagne, Niebla (1914, Brouillard)
- Miguel Ángel Asturias (1899-1974)  Guatemala, Monsieur le Président (1946), Hommes de maïs (1949)
- Jorge Luis Borges (1899-1986)  Argentine, Fictions (1944), L'Aleph (1952), Le Livre de sable (1975)
- Alejo Carpentier (1904-1980)  Cuba, Le Royaume de ce monde (1949), Le Partage des eaux (1953), Concert baroque (1974)
- Arturo Uslar Pietri (1906-2001)  Venezuela, Le chemin de l'Eldorado (1997)
- Juan Carlos Onetti -1909-1994)  Uruguay, Le puits (1939)
- Adolfo Bioy Casares (1914-1999)  Argentine, L'Invention de Morel (1940)
- Julio Cortázar (1914-1984)  Argentine, Marelle (1963, Rayuela), Livre de Manuel (1973)
- Elena Garro (1916-1998)  Mexique, Los recuerdos del porvenir (1963)
- Juan Rulfo (1917-1986)  Bolivie, Pedro Páramo (1955)
- Jaime Sáenz (1921-1986)  Chili, Felipe Delgado (1979), Los papeles de Narciso Lima Acha (1991)
- José Donoso (1924-1996)  Colombie, Ce lieu sans limites (1966), L'Obscène Oiseau de la nuit (1970), Le Jardin d'à côté (1981)
- Gabriel García Márquez (1927-2104)  Mexique, Cent ans de solitude (1967), Le Général dans son labyrinthe (1989)
- Carlos Fuentes (1928-2012)  Mexique, La Mort d'Artemio Cruz (1962)
- Mario Vargas Llosa (1936-)  Pérou, La Fête au Bouc (2000)
- Juan José Saer (1937-2005)  Argentine, L'Occasion (1987), Glose, L'Enquête, La Grande (2005)
- Rafael Chirbes (1949-2015)  Espagne, Mimoun (1988), Crémation (2007), Sur le rivage (2013)
- Roberto Bolaño (1953-2003)  Chili, Les Détectives sauvages (1998), 2666 (2004), Le Troisième Reich (2010)
- José Carlos Somoza (1959-)  Cuba Espagne, La Caverne des idées (2000)
- Rodrigo Fresán (1963-)  Argentine, Histoire argentine (1991), Les Jardins de Kensingston (2003), Mantra
- Junot Díaz (1968-)  République dominicaine, La Brève et Merveilleuse Vie d'Oscar Wao (2007)
- Leonardo Valencia (1969)  Équateur, Le Livre flottant (2017)
- Rita Indiana (1977-)  République dominicaine, La mucama de Omicunlé (2015)

### Finnois
- Matti Pulkkinen (fi) (1944-2011)
- Rosa Liksom (1958-)
- Laura Lindstedt (1976-), Oneiron (2015)
- Riikka Pulkkinen (1980-), L’armoire des robes oubliées (2010)

### Français
- Précurseurs :
  - François Rabelais (? 1483-1553)
  - Denis Diderot (1713-1784), Jacques le Fataliste et son maître (1778-1780), Le Neveu de Rameau (1773-)
  - Édouard Dujardin (1861-1949), Les lauriers sont coupés (1887)
  - André Gide (1869-1951), Les Faux-monnayeurs (1925)
  - Marcel Proust (1871-1922), À la recherche du temps perdu (1913-1927)
  - Raymond Roussel (1877-1933), Impressions d'Afrique (1910), Locus Solus (1914), Comment j'ai écrit certains de mes livres (1935)
  - Louis Aragon (1897-1982), Aurélien (1944), La Mise à mort (1965), Blanche ou l'Oubli (1967)
- Raymond Queneau (1903-1976), Loin de Rueil (1944), Les Fleurs bleues (1965)
- Samuel Beckett (1906-1989)  Irlande, Molloy (1948), Malone meurt (1951), L'Innommable (1953)
- Claude Simon (1913-2005), L'Herbe (1958), L'Acacia (1989), Le Tramway (2001)
- Robert Pinget (1919-1997), L’Inquisitoire (1962), Quelqu'un (1965)
- Gérard Bessette (1920-2005)  Canada
- Alain Robbe-Grillet (1922-2008), Les Gommes (1953)
- Michel Tournier (1924-2016), Vendredi (1967), Le Roi des aulnes (1970-)
- Michel Butor (1926-2016), La Modification (1957), Degrés (1960)
- Édouard Glissant (1928-2011) (Martinique), La Lézarde (1958), Le Quatrième Siècle (1964)
- Jacques Roubaud (1932-), L'Enlèvement d'Hortense (1987), Le Grand Incendie de Londres
- Louky Bersianik (1933-2011)  Canada
- Jacques Godbout (1933-)  Canada
- Assia Djebar (1936-2015), L'Amour, la fantasia (1985)  Algérie
- Georges Perec (1936-1982), La Vie mode d'emploi (1978)
- Hélène Cixous (1937-)
- Marie-Claire Blais (1939-2021)  Canada, Soifs (1995-2018)
- Pierre Guyotat (1940-2020), Tombeau pour cinq cent mille soldats (1967), Éden, Éden, Éden (1970)
- J. M. G. Le Clézio (1940-), Le Procès-verbal (1963), Le Déluge (1966), La Guerre (1970)
- Réjean Ducharme (1941-2017)  Canada, L'Avalée des avalés (1966), Le Nez qui voque (1967)
- Patrick Modiano (1945-), Dora Bruder (1997), La Petite Bijou (2001)
- Hédi Kaddour (1945-), Waltenberg (2005), Les Prépondérants (2015)
- Jean Echenoz[1] (1947-), L'Équipée malaise (1987), L'Occupation des sols (1988), Je m'en vais (1999), Ravel (2006)
- Daniel Maximin (1947-) (Guadeloupe), L'Isolé soleil (1981)
- Jean-Pierre April (1948-)  Canada, Les Ensauvagés (2006)
- Boualem Sansal (1949-)  Algérie, Le Serment des barbares (1999), Le Village de l'Allemand (2008), 2084 : la fin du monde (2014)
- Antoine Volodine (1950-), Des anges mineurs (1999), Terminus radieux (2014), Frères sorcières (2019)
- Patrick Chamoiseau (1953-) (Martinique), Chronique des sept misères (1986), Texaco (1992), Les Neuf Consciences du Malfini (2009)
- Sylvie Germain (1954-), Le Livre des nuits (1985), Jours de colère (1989), Tobie des marais (1998), Magnus (2005), À la table des hommes (2015)
- Jean-Marie Blas de Roblès (1954-), Ce qu'ici bas nous sommes (2020), éditions Zulma, 274 p.  (ISBN 978-2-8430-4971-2)
- Régis Jauffret (1955-), Microfictions (2007)
- Maurice G. Dantec (1959-2016), La Sirène rouge (1993), Les Racines du mal (1995)
- Xavier Hanotte (1960-)  Belgique
- Jean Barbe (1962-)  Canada
- Ann Scott (1965-), Superstars (2006), Le Pire des mondes (2004), Héroïne (2005)
- Éric Laurrent (1966-), Les Découvertes (2011), Un beau début (2016)
- Marc Graciano (1966-), Liberté dans la montagne (2013), Une forêt profonde et bleue (2015), Embrasse l'ours et porte-le dans la montagne (2019)
- Thibault Lang-Willar (1975-)  Suisse
- Mathieu Blais (1979-)  Canada
- à consulter :
  - Janet M. Paterson, Le postmodernime québécois
  - Marie Vautier, Les métrécits, le postmodernisme et le mythe postcolonial au Québec, un point de vue de la «Marge»
  - Marc Gontard, Le roman français postmoderne
  - A. Coulibaly, Le postmodernisme littéraire et sa pratique chez les romanciers francophones en Afrique noire
- voir Réalisme magique (Belgique)

### Géorgien
- Chabua Amirejibi (en) (1921-2013), Data Tutashkhia (1975)
- Otar Tchiladzé (1933-2009), Quiconque me trouvera (1976)
- Mikho Mossoulichvili (1962-), Le Vol sans un fût (2001)
- Zaza Burchuladze (1973-), L'Ange gonflable (2011)
- voir Réalisme magique (Géorgie)

### Grec
- Sotíris Dimitríou (1955-)[2],[3]
- Dimitris Lyacos (1966-), trilogie Pœna Damni : Z213 : Exit (2009), Avec les gens du pont (1996), La Première Mort (2001...)
- Kostis Maloùtas (1984-), Une Fois (et peut-être une autre)[4],[5] (2015)

### Groenlandais
- Niviaq Korneliussen (1990-), Homo Sapienne (2014)

### Hongrois
- Grendel Lajos (hu) (1948-2018)
- Péter Esterházy[6] (1950-2016)
- László Krasznahorkai (1954-)

### Italien
- Précurseurs : Boccace, Décaméron (1349-1353), Matteo Maria Boiardo (1440-1494), L'Arioste (1474-1533), Luigi Pirandello (1867-1934), Giorgio De Chirico (1888-1978), dont Hebdomeros (1929) écrit en français
- Aldo Palazzeschi (1885-1974), Il buffo integrale (1966), Ieri, oggi e...non domani (1967), Le Doge (Il doge) (1967), Stefanino (1969), Storia di un'amicizia (1971) dont la trajectoire n'est pas sans rappeler celle d'Aragon. Après des œuvres futuristes ou surréalistes dans les années 1910 et 1920, il passe par une période plus réaliste dans les années 1930 et 1940 pour enfin revenir à une expérimentation qu'on peut qualifier de postmoderniste et qui influença Italo Calvino
- Carlo Emilio Gadda (1893-1973), La Connaissance de la douleur (1938-1941, 1963), L'Adalgisa (1944), L'Affreux Pastis de la rue des Merles (1946, 1957, traduction 1963), nouvelle traduction L'Affreuse Embrouille de via Merulana (2016)
- Stefano D'Arrigo (1919-1992), Horcynus Orca (1975)
- Franco Lucentini (1920-2002) et Carlo Fruttero (1926-), La Femme du dimanche  (1972), Place de Sienne, côté ombre (1983), L'Affaire D. ou Le crime du faux vagabond  (1989)
- Giorgio Manganelli (1922-1990), Hilarotragoedia (1964), Aux dieux ultérieurs (1972), Centurie (1979), Le Bruit subtil de la prose (1987)
- Italo Calvino (1923-1985), Le Baron perché (1957), Les Villes invisibles (1972), Si par une nuit d'hiver un voyageur (1979)
- Paolo Volponi (1924-1994), Corporel (1974), Le Duc et l'Anarchiste (1975)
- Luigi Malerba (1927-2008), Saut de la mort (1968)
- Alberto Arbasino (1930-2020), Super Heliogabale (1969)
- Edoardo Sanguineti (1930-2010), Le Noble Jeu de l'oye (1967)
- Pietro Citati (1930-2022), Histoire qui fut heureuse, puis douloureuse et funeste (1989)
- Umberto Eco (1932-2016), Le Nom de la rose (1980), Le Pendule de Foucault (1988), Baudolino (2000), Le Cimetière de Prague (2010)
- Nanni Balestrini (1935-2009)
- Gianni Vattimo (1936-) La Pensée faible (it)
- Gianni Celati (1937-2022)
- Claudio Magris (1939-), Classé sans suite (2015)
- Sebastiano Vassalli (1941-2015)
- Roberto Calasso (1941-2021), La Ruine de Kasch (1983), Les Noces de Cadmos et Harmonie (1988), Ka (1996), La Rose Tiepolo (2006), L'Ardeur (2010)
- Antonio Tabucchi (1943-2012), Nocturne indien (1984), Pereira prétend (1994), La Tête perdue de Damasceno Monteiro (1997), Tristano meurt (2004)
- Stefano Benni (1947), Terra ! (1983), Le Bar sous la mer (1987), Hélianthe (1996), Spiriti (2001), Achille au pied léger (2003)
- Walter Siti (1947-), Troppi paradisi (2006), La Contagion (2009), Résister ne sert à rien (2012)
- Aldo Busi (1948-), Séminaire sur la jeunesse (1984), Vie standard d'un vendeur provisoire de collants (1985)
- Daniele Del Giudice (1949-2021), Le Stade de Wimbledon (1983), Atlas occidental (1985), Dans le musée de Reims (1988), Quand l'ombre se détache du sol (1994)
- Andrea De Carlo (1952-)
- Valerio Evangelisti (1952-2022), Anthracite (2003), Nous ne sommes rien, soyons tout (2004), Briseurs de grève (2011) qui forment la trilogie américaine
- Filippo Tuena (1953)
- Pier Vittorio Tondelli (1955-1991), Les Nouveaux Libertins (1980)
- Michele Mari (1955-), Tout le fer de la tour Eiffel (2002),  Les Limaces françaises (2007), Pink Floyd en rouge (2010)
- Alessandro Baricco (1958-), Château de la colère (1991), Soie (1996), City (1999)
- Carlo Lucarelli (1960-)
- Marcello Fois (1960-), La lignée du forgeron (2009), C'est à toi (2012), La lumière parfaite (2015) qui forment la trilogie I Chironi
- Tiziano Scarpa (1963-), Venise est un poisson (2000)
- Tommaso Pincio (1963-), Le Silence de l'espace (2000), Les Fleurs du karma (2005)
- Niccolò Ammaniti (1966-), Je n'ai pas peur (2001), Comme Dieu le veut (2006)
- Antonio Scurati (1969-), Le Survivant (2005), M, l'enfant du siècle (2018), M, l'homme de la providence (2020), M, les derniers jours de l'Europe (2022)
- Giuseppe Genna (1969-)
- Luther Blissett (collectif), L'Œil de Carafa (1999, Q)
- Wu Ming (collectif)
- Michela Murgia (1972-2023), Accabadora (2009), La Guerre des saints (2012)
- Alessandro Piperno (1972-), Avec les pires intentions (2005), Persécution (2010), Inséparables (2012)
- Roberto Saviano (1979-), Gomorra (2006), Extra pure (2013)

### Japonais
- Haruki Murakami (1949-), La Course au mouton sauvage, Chroniques de l'oiseau à ressort
- Gen'ichirō Takahashi (1951-)
- Ryū Murakami (1952-)
- Kazuo Ishiguro (1954-), anglophone
- Banana Yoshimoto (1964-)

### Lituanien
- Antanas Škėma (1910-1961), Le Linceul blanc (1958)

### Néerlandais
- Johan Daisne (1912-1978)  Belgique, L'Homme au crâne rasé (De man die zijn haar kort liet knippen) (1948), Un soir, un train (De trein der traagheid) (1950)
- Willem Brakman (1922-2008), De bekentenis van de heer K.
- Harry Mulisch (1927-2010), Siegfried (2001)
- Cees Nooteboom (1933-), Het lied van schijn en wezen (1981), In Nederland (1984), Het volgende verhaal (1991)
- Louis Ferron (1942-2005), De keisnijder van Fichtenwald, waarin Hermann Göring in dezelfde tijd voorkomt als Heinrich von Kleist (1777-1811)
- Tommy Wieringa (1967-), Voici les noms (2012)
- Arnon Grünberg (1971-), Lundis bleus (1999)
- Autres auteurs dont une partie de l'œuvre correspondrait à l'étiquette : Gerrit Krol, R.A. Basart, Menno van Beekum, Huub Beurskens, Hafid Bouazza, Willem Brakman, Désanne van Brederode, M. Februari, Kees 't Hart, Stefan Hertmans, Pol Hoste, Gijs IJlander, Atte Jongstra, Geerten Meijsing, Charlotte Mutsaers, Jeroen Olyslaegers, Koen Peeters, P.F. Thomése, Paul Verhaeghen, Peter Verhelst, Dirk van Weelden, Leon de Winter...
- Littérature néerlandaise dans le postmodernisme (nl)

### Norvégien
- Dag Solstad (1941-), Onzième roman, livre dix-huit (1992), Honte et Dignité (1994)
- Jan Kjærstad (1953-), Homo Falsus ou Le Crime Parfait (1984), Le Séducteur (1993), Le Séducteur (1996),  L’Explorateur (1999)
- Jon Fosse (1959-), Melancholia (1995), Andvake (2007), Olavs draumar (2012), Kveldsvævd (2014)

### Persan
- Reza Khoshnazar (en), The Gods Laugh on mondays (1995-)

### Polonais
- Karol Irzykowski (1873-1944), Pałuba (1903)
- Stanisław Ignacy Witkiewicz (1885-1939), L'Adieu à l'automne (Pożegnanie jesieni) (1927), L'Inassouvissement (1930) (Nienasycenie),
- Witold Gombrowicz (1904-1969), Ferdydurke
- Czesław Miłosz (1911-2004), surtout poésie
- Tadeusz Kantor (1915-1990), surtout théâtre
- Tadeusz Różewicz (1921-2014)
- Olga Tokarczuk (1962-), Les Pérégrins (2007), Sur les ossements des morts (2009), Les Livres de Jakób (2014)
- Joanna Bator (1968-), L'Éventail japonais (2004, 2011)
- Szczepan Twardoch (1979-), Drach (2014)

### portugais
- Joaquim Maria Machado de Assis (1839-1908)  Brésil, Mémoires posthumes de Brás Cubas (1880)
- José Saramago (1922-2010)  Portugal, Relevé de terre (1980), Le Dieu manchot (1982), L'Aveuglement (1995), La Caverne (2000), L'Autre comme moi (2002)
- Silviano Santiago (1936)  Brésil, En liberté (1981)
- Moacyr Scliar (1937-2011)  Brésil
- António Lobo Antunes (1942-)  Portugal

### Roumain
- Leonid Dimov (1926-1987), Emil Brumaru (1938-2019),
- Vintilă Ivănceanu (1940-2008), Dumitru Tsepeneag (1937-), Virgil Mazilescu (1942-1984), Vasile Andru (1942-2016),
- Vasile Constantinescu (1943-2004),
- Mircea Daneliuc (1943-), Adriana Bittel (1946-), Ștefan Agopian (1947-), Bedros Horasangian (1947-), Ioan Lăcustă (1948-2008),
- Mircea Nedelciu (1950-1999), Gheorghe Crăciun (1950-2007), Alexandru Vlad (1950-2015), Ioan Mihai Cochinescu (1951-), Sorin Preda (1951-2014), George Cușnarencu (1951-), Florin Șlapac (1952-2014), Stelian Tănase (1952-), Nicolae Stan (1953-), Cristian Teodorescu (1954-), Ioan Groșan (1954-),
- Mircea Cărtărescu (1956-), Nostalgia, Orbitor, Solénoïde, Melancolia...,
- Răzvan Petrescu (1956-), Nicolae Iliescu (1956-), Daniel Vighi (1956-), Horia Dulvac (1958-), Șerban Tomșa (1956-), Adrian Oțoiu (1958-)...,
- En Moldavie : Valeriu Matei, Nicolae Popa, Lorina Bălteanu, Emilian Galaicu-Păun, Nicolae Leahu, Vasile Gârneț, Eugen Cioclea, Călina Trifan, Maria Șleahtițchi, Andrei Țurcanu...,
- Littérature roumaine postmoderne (ro)

### Russe
- précurseur : Mikhaïl Boulgakov (1891-1940), Le Maître et Marguerite (1928-1940)
- Varlam Chalamov (1907-1982), Vichéra (1998)
- Venedikt Erofeïev (1938-1990), Moscou-sur-Vodka (1969)
- Édouard Limonov (1943-)
- Sasha Sokolov (1943-), L'École des idiots (Школа для дураков), 1973)
- Vladimir Sorokine (1955-), La Norme (1979-1983), Le Lard bleu (1999), Manaraga (2017)
- Dmitri Galkovski (1960-), L’Impasse infinie (1984-1986)
- Viktor Pelevine (1962-), Omon Ra (1991), La Mitrailleuse d'argile (1996), Le Réverbère bleu (1998), Homo Zapiens (Génération P) (1999), Dieux et Mécanismes (2010)
- Mariam Petrosyan (1969-), La Maison, dans laquelle (2009)
- Dmitri Gloukhovski (1979-)

### Serbe
- Milorad Pavić (1929-2009), Le Dictionnaire khazar (1984), La boîte à écritures (1999)
- Borislav Pekić (1930-1992),  Zlatno runo (La Toison d'or, 1978-1986), La Rage (1983), 1999 (1985), Atlantide (1988)
- Danilo Kiš (1935-1989), Le Cirque de famille (trilogie : Chagrins précoces, Jardin, cendre, Sablier)
- Svetislav Basara (1953-), Fama o biciklistima (La conspiration des cyclistes, 1988), Le Cœur de la terre (2004)
- Srđan Srdić (1977-), Champ mort (2010), Satori (2013)

### Slovaque
- Pavel Vilikovský (1941-), Autobiographie du mal, Un chien sur la route, Un cheval dans l'escalier

### Spanglish
- Giannina Braschi (1953-), United States of Banana (2011),  Yo-Yo Boing! (AmazonCrossing), El imperio de los sueños/l'Empire des Rêves (1988)  Porto Rico

### Tamoul
- Poomani (en) (1947-)
- Charu Nivedita (en) (1953-), Zero Degree (en) (1998)
- Orissa Balu (ta) (1953-)
- Konangi (en) (1956-)
- B. Jeyamohan (en) (1962-)

### Tchèque
- Ladislav Klíma (1878-1928), Le Grand Roman (1907-1915, inachevé), Les Souffrances du prince Sternenhoch (1928)
- Jan Křesadlo (1926-1995), Astronautilia (1995)
- Milan Kundera (1929-), La vie est ailleurs (1969), L'Insoutenable Légèreté de l'être (1984)
- Patrik Ouředník (1957-), Europeana. Une brève histoire du XXe siècle (2001)
- Jáchym Topol (1962-), Ange exit (2002), Zone cirque (2009), L'Atelier du Diable (2017)

### Turc
- Oğuz Atay (1934-1977), Tutunamayanlar (Les Décrochés, 1972), Tehlikeli Oyunlar (Les Jeux dangereux, 1973), Bir Bilim Adaminin Romani (Le Roman d'un scientifique, 1975)
- Orhan Pamuk (1952-), Le Château blanc (Beyaz Kale, 1985), Le Livre noir (1990), Mon nom est Rouge (1998), Neige (2002)
- Tahir Musa Ceylan (1956-), İçi Yoksul (Pauvre à l’intérieur, 2006), Kestane kıranında kadınlar (Femmes au temps de la tempête des châtaignes, 2008), Yarım adamın aşkları (Les Amours d’un demi-homme, 2009)
- Hasan Ali Toptaş (1958-), Bin Hüzünlü Haz (Mille Plaisirs Tristes) (1999)
- Duran Çetin (1964-)

### Ukrainien
- Iouri Androukhovytch (1960-), Perversion
- Yuriy Izdryk (en) (1962-), Wozzeck (1998), Double Leon (2000), AM™ (2004)
- Serhiy Zhadan (1974-), Anarchy in the UKR (2005), La Route du Donbass (2014)

### Vietnamien
- Đặng Thân (en) (1964-), 3.3.3.9 [những mảnh hồn trần] (3.3.3.9 [Fragments of Earthly/Naked Souls]), (Hội Nhà Văn Publishers 2011)

### yiddish
- Isaac Bashevis Singer (1902-1991)

## Romans graphiques
- Romans graphiques (graphic novel)
- Liste de romans graphiques ayant reçu de grands prix (en)
- Liste de prix de bande dessinée, Lauréats de prix de bande dessinée
- Auteurs de romans graphiques (une sélection provisoire)
  - Winsor McCay (1867c-1934), Little Nemo in Slumberland
  - Al Capp (1909-1979), Li'l Abner
  - Benito Jacovitti (1923-1997), Zorry Kid, Cocco Bill
  - Harvey Kurtzman (1924-1993), Mad
  - Guido Buzzelli (1927-1992)
  - Fred (1931-2013)
  - Comès (1942-2013)
  - Art Spiegelman (1948-)
  - Philippe Druillet (1944-)
  - Enki Bilal (1951-)
  - François Boucq (1955-)
  - François Schuiten (1956-)

## Cinéma postmoderne
Les scénarios, à tout le moins, tant dans la bande dessinée que dans le cinéma, permettent des doses de postmodernisme.
Des études signalent de telles avancées,,.
Quelques pistes :
- domaine russophone : Andreï Tarkovski, Alexandre Sokourov, Ilia Andreïevitch Khrjanovski
- domaine anglophone : Stanley Kubrick, Terry Gilliam, Joel et Ethan Coen, David Lynch, Michael Winterbottom
- domaine francophone : Alain Resnais, Alain Robbe-Grillet, Marcel Hanoun, Chris Marker, Jean-Luc Godard, Jean-Daniel Pollet, Jaco Van Dormael, Jean-Jacques Beineix
- domaine hispanophone : Fernando Arrabal, Alejandro Jodorowsky, Patricio Guzmán
- domaine polophone : Krzysztof Kieślowski, Juliusz Machulski, Agnieszka Holland, Jan Komasa
- Cinéma postmoderniste

### Sources
- (en) Cet article est partiellement ou en totalité issu de l’article de Wikipédia en anglais intitulé « List of postmodern novels » (voir la liste des auteurs).